# Бурашников, Михаил Васильевич
Михаи́л Васи́льевич Бура́шников (30 декабря 1904, Царевококшайск, Казанская губерния, Российская империя ― 30 января 1992, Йошкар-Ола, Россия) ― советский военный деятель. Участник Великой Отечественной войны. Полковник (1953). Кавалер ордена Ленина (1953).

## Биография
Родился 29 октября 1904 года в г. Царевококшайске (ныне ― г. Йошкар-Ола Марий Эл) в семье торгового представителя «Товарищества по реализации нижегородской водки» в Марийском крае.
С 1905 года ― житель г. Козьмодемьянска, после окончания Козьмодемьянской школы II ступени в 1921 году ― сплавщик, десятник на Волге. Посещал занятия «Синей блузы».
В 1924 году, являясь «коммунаром» 334 отдельного батальона (г. Симбирск) частей особого назначения, участвовал в подавлении крестьянских восстаний в Поволжье. В 1926 году был призван Козьмодемьянским кантонным военкоматом в РККА, где дослужился до командира отдельного берегового дивизиона Амурской флотилии. В 1930 году окончил пехотную командирскую школу в г. Ульяновске.
Участник Великой Отечественной войны: в 1944 году ― командир отделения берегового дивизиона на Дальневосточном фронте. В 1945 году окончил высшие курсы политсостава пехоты 25 армии, подполковник. Затем в Западной Германии работал в Управлении уполномоченного Совета Министров СССР по делам репатриации советских граждан:  занимался делами власовцев, бандеровцев, возвращением на родину военнопленных и угнанных граждан.  После возвращения в 1949 году из Германии служил в Москве и Риге. В ноябре 1953 года вышел в отставку в звании полковника контрразведки. Награждён орденами Ленина, Красного Знамени, Красной Звезды и медалями.
В 1954―1970 годах занимал разные должности в г. Йошкар-Оле. Награждён медалями и Почётной грамотой Президиума Верховного Совета Марийской АССР.
Ушёл из жизни 30 января 1992 в г. Йошкар-Оле.

## Награды
- Орден Ленина (03.11.1953)[1]
- Орден Красного Знамени (06.11.1947)[1]
- Орден Красной Звезды (03.11.1944)[1][6]
- Медаль «За победу над Германией в Великой Отечественной войне 1941—1945 гг.» (09.05.1945)[1]
- Медаль «За воинскую доблесть. В ознаменование 100-летия со дня рождения Владимира Ильича Ленина»
- Почётная грамота Президиума Верховного Совета Марийской АССР (1957)[2][3]